# Сирбу Яків Олексійович
Яків Олексійович Сирбу (9 жовтня 1932, с. Заїм, Молдова — 5 лютого 2017, м. Київ, Україна) — радянський, український режисер-документаліст. Член Національної спілки кінематографістів України.
Народ. 9 жовтня 1932 р. у с. Заїм (Молдова) в родині селянина.
Закінчив Бельцський педагогічний інститут (1956) та режисерський факультет Всесоюзного державного інституту кінематофафії (1963).
Працював асистентом режисера і режисером студії «Молдова-фільм».
3 1968 р. — режисер «Київнаукфільму».
Помер 5 лютого 2017 року у м. Київ (Україна).
Створив стрічки:
- «Для вас, економісти» (1968),
- «Людина і конвейєр» (1969),
- «Радіоізотопи» (1970),
- «Пейзажі гірського Криму» (1970),
- «Силікатний бетон» (1970),
- «Місткі трактори» (1971),
- «Кібернетика служить корабелам» (1972),
- «Обережно, вибух» (1973),
- «Нафта, природа, людина» (1974),
- «Факельно-шлаковий переплав» (1975),
- «І словом, і ділом» (1975),
- «Механізація вантажно-розвантажувальних робіт» (1979),
- «Безпечна експлуатація вантажопідйомних механізмів» (1980),
- «Хімічна промисловість» (1981),
- «Комбайн „Сибіряк“» (1981)
- стрічки "Воєводство Руське. Фільм 26 ", «Зустріч з Портою. Фільм 35» в документальному циклі «Невідома Україна. Нариси нашої історії» (1993) та ін.